# 約翰·威廉斯
约翰·汤纳·威廉斯（英語：John Towner Williams，1932年2月8日—），通常簡稱為約翰·威廉斯，生於紐約市長島，美国作曲家、钢琴家、指挥家、電影配樂家，在长达60余年的职业生涯中，他创作许多电影史上最为世人所熟悉的电影音乐，如《海神号遇险记》、《摩天大楼着火记》、《星球大战系列》（已上映的全部9部）、《大白鲨》、《超人》（第一和第四部）、《印第安纳·琼斯系列电影》（已上映的全部4部）、《E.T.外星人》、《太阳帝国》、《生于七月四日》、《小鬼当家》及续集《小鬼當家II：迷失在纽约》、《虎克船长》、《侏罗纪公园》及续集《侏罗纪公园：失落的世界》、《辛德勒的名單》、《拯救大兵瑞恩》、《爱国者》、《哈利·波特》系列电影前三部、《艺伎回忆录》、《慕尼黑》、《丁丁历险记：独角兽号的秘密》、《戰馬》，以及《林肯传》等。他与数位世界著名导演都有着长期的合作关系，如乔治·卢卡斯、奥利弗·斯通、克里斯·哥伦布、史蒂文·斯皮尔伯格等，特别是与史蒂文·斯皮尔伯格之间近四十年的合作（所有其执导的电影中只有《紫色》、《间谍之桥》及《一級玩家》三部不是由约翰·威廉斯配乐的），创下了世界电影史上导演与作曲家合作时间最长的纪录。
威廉斯还曾为4届奥林匹克运动会创作了主题音乐并担任音乐总监（分别为1984年的洛杉矶奥运会、1988年的汉城奥运会、1996年的亚特兰大奥运会和2002年的盐湖城冬奥会），并为美国国家广播公司（national broadcasting news，简称NBC）的《NBC晚间新闻》、《NBC周日足球之夜》谱写了节目中所需使用的配乐，1986年7月3日至6日，纽约为自由女神像落户纽约100周年举行了为期4天的盛大庆祝活动，时任美国总统罗纳德·里根及第一夫人南茜·雷根亲自到场发表演说，威廉斯也是该场盛会的音乐总监。此外，他还为电视剧集《迷失在太空》和《巨人家园》谱写了背景配乐。
威廉斯还谱写了数首古典交响乐曲/协奏曲，1980年1月，他得以出任当时已有85年历史的波士顿大众管弦乐团的第19任首席指揮，直到1993年12月才卸任，他至今仍然是该乐团的指挥。
他获得过五座奥斯卡金像奖（51次提名），四座金球奖（26次提名），七座英国电影学院奖（13次提名），23座格莱美奖，以及三座艾美奖。2000年，威廉斯入主好莱坞露天剧场名人堂，2004年，他获颁专为肯定终身为美国文化作出贡献的杰出人士而设立的肯尼迪中心荣誉奖。2016年获得美国电影协会颁发的AFI终身成就奖。 2017年5月获哈佛大学颁发音乐荣誉博士学位。

## 早年生活与家庭
约翰·威廉斯于1932年2月8日出生于长岛，他的父亲是一位有名的爵士鼓手约翰尼·威廉斯，母亲叫埃絲特·威廉斯。
威廉斯及其全家迁居洛杉磯，他在那里就读北好莱坞高中，1950年毕业后开始就读加州大學洛杉磯分校、并师从意大利裔作曲家马里奥·卡斯泰尔诺沃-泰代斯科学习作曲。1952年，他应征入伍，开始在美国空军服役，这期间他还是美国空军乐队的指挥和音乐总监。
1955年从军队退役后，他返回紐約并進入朱利亚德学院深造，並师从Rosina Lhevinne学习钢琴。在紐約期间，他以爵士樂鋼琴演奏家為工作，並在许多俱樂部表演和錄音，表演的大多为著名作曲家亨利·曼西尼的作品。60年代初，已经小有名气，人称"Little Johnny Love" Williams的他开始担任著名歌手弗兰基·莱恩旗下乐队的队长兼音乐总监。
1956年，威廉斯与女演员芭芭拉·瑞克结婚，两人生有两子一女：1956年出生的长女珍妮弗、1958年出生的次子馬克和1960年出生的小儿子約瑟夫。其中小儿子约瑟夫·威廉斯已经是一位有名的歌手和作曲家，而威廉斯的孙子萊昂內爾也投身音乐事业，建立了一个名为Vinyl Williams的流行乐队。1974年，芭芭拉去世。1980年7月21日，威廉斯再婚，娶了薩曼莎·溫斯洛为妻。

## 电影和电视配乐
从朱利亚德学院毕业后不久，威廉斯回到了洛杉矶，开始在电影工作室中担任管弦乐队指挥，这期间，他曾与弗朗茨·沃克斯曼、伯纳德·赫尔曼、艾佛瑞·纽曼等著名作曲家合作；并且还曾以钢琴师的身份与杰里·戈德史密斯、埃尔默·伯恩斯坦、亨利·曼西尼合作。这几位电影配乐大师谱写配乐的许多电影，如《谜中谜》、《美酒与玫瑰的日子》等著名电影的音乐，都是由威廉斯来指挥或演奏的。
1958年的B级片《情圣》是威廉斯完全独立完成配乐的第一部电影，而他配乐的第一部主流制作电影则是两年后由哥伦比亚电影公司推出的影片《因为他们还年轻》，很快，威廉斯的作品得到了以好莱坞为代表的美国电影界的注意和肯定。1967年由20世纪福斯公司推出，根据同名小说改编的电影《风月泣残红》为他赢得了第一个学院奖提名：第40届学院奖原创或改编配乐奖；两年后，他再因米高梅公司出品，同样根据同名小说改编的重拍电影《再见，奇普斯先生》获第42届学院奖音乐剧类配乐奖提名。1971年的歌舞电影《屋上的小提琴手》更为他赢得了第一座奥斯卡小金人：第44届学院奖原创或改编歌曲配乐奖。之后几年，他分别与勞勃·阿特曼、麦克·洛逊、马克· 赖德尔、约翰·吉勒明等著名导演合作，为《海神号遇险记》、《摩天大楼着火记》等大制作影片配乐，其中1974年上映的《摩天大楼着火记》为他赢得了第10个学院奖提名：第47届学院奖原创配乐奖提名。
1974年，年仅28岁的导演史蒂文·斯皮尔伯格找到威廉斯，请他为自己的下一部电影《横冲直撞大逃亡》（又译《修格兰快车》/《傻妹大逃亡》）配乐。史蒂文之前观看1969年的西部片《流氓好汉》（又译《华丽冒险》）时对其中的背景配乐留下了深刻的印象，因此也记下了威廉斯的名字。两人交谈的过程中，他还邀请威廉斯为他将来执导的任何一部电影谱写配乐，两人很快有了第二次合作，1975年的灾难恐怖片《大白鲨》（"Jaws"）。影片获得了巨大的成功，威廉斯使用大提琴奏出的仅两个音符的简单主题，成为电影史上最为听众耳熟能详的音乐主题之一，也是最具代表性并广为人知的代表“鲨鱼”或“危险逐渐逼近”的音乐主题，威廉斯为此获得了第48届学院奖原创配乐奖肯定，他也把这视为他职业生涯中最重要的一次飞跃。
不久之后，威廉斯与斯皮尔伯格开始了一段长时间的合作，他们合作的第二部电影是1977年的经典科幻片《第三类接触》。在这部电影中，他们开始了一段不同寻常的紧密合作，两人一起对电影的剧本和配乐概念进行构思和创作，并在影片中将两者结合起来共同发展。在这两年合作期间，他们共同为影片创作了一段5个音符组成的简单主旋律，作为影片中代表外星生命的象征和其与地球人间进行接触的信号。威廉斯还使用了音乐手语来表现这5个音符，最终在片中由一位人类科学家用来于外星生命进行交流。
与此同时，在史蒂文的强力举荐下，威廉斯开始了与其好友乔治·卢卡斯的合作，当时乔治正在为自己的太空歌剧《星球大战》物色作曲家谱写配乐，威廉斯为此写出了一系列壮丽宏伟的大型交响乐曲，乐曲结构和风格上与德国晚期浪漫主义作曲家理查德·施特劳斯和好莱坞黄金时代的作曲家马克思·斯坦纳、埃里希·沃尔夫冈·科恩戈尔德比较相似。这一系列交响乐曲中的主题音乐（《星球大战》主题曲），是世界电影史上最为著名的一段音乐，而另外两段主题音乐，如《莉亚公主主题》和《原力主题》，也均是最知名的电影音乐主题之一。《星球大战》上映后获得了空前的巨大成功，被认为是世界电影史上最经典的科幻电影之一，而威廉斯为本片谱写的配乐更被认为是世界电影史上最为经典的配乐作品——时至今日，本片配乐仍然在所有非流行音乐类的唱片销量排行榜中名列榜首，而威廉斯也第3次获得学院奖肯定：第50届学院奖原创配乐奖。
1980年至1983年，威廉斯先后为《星球大战》的两部续集《星際大戰五部曲：帝國大反擊》和《星際大戰六部曲：絕地大反攻》创作配乐，这其中包括著名的《星球帝国进行曲》（也译《帝国进行曲》），该曲目在片中作为大反派银河帝国特别是达斯·维达的代表主题。这两部电影都为威廉斯赢得了学院奖的提名。
在此期间，威廉斯还与著名导演理查德·唐纳在1978年的经典超级英雄科幻片《超人》中合作，为影片创作出了一段将英雄主义与浪漫主义融为一体的精彩主题，特别是影片开场时由雄壮的超人号角引领的进行曲，为了达到最完美的效果，片中所有管弦乐曲的演奏，都是威廉斯飞到伦敦指挥伦敦交响乐团演奏录制的。三部续集虽然都已经不是由威廉斯作曲，但却始终坚持使用其创作的主题音乐来开场和结束。

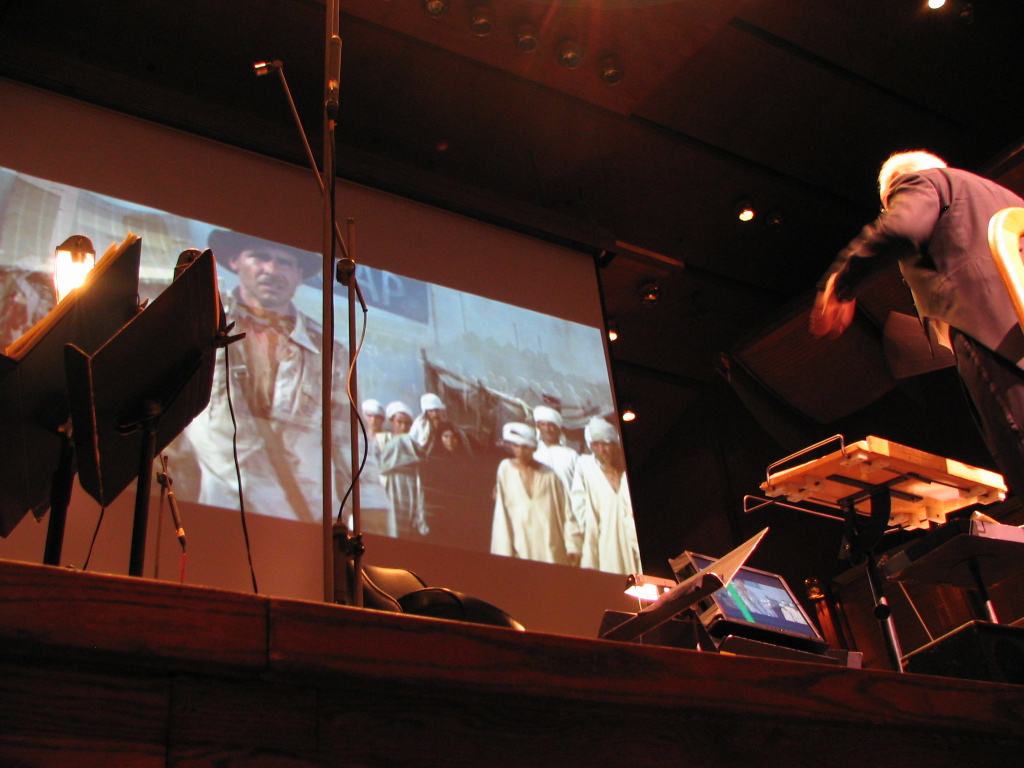
约翰·威廉斯在艾弗里·费雪音乐大厅指挥演奏《夺宝奇兵》的电影音乐

1981年的电影《夺宝奇兵》（又译《印地安纳·琼斯之夺宝奇兵》/《丢失的约柜》/《迷失乐园的入侵者》/《法柜奇兵》）是乔治·卢卡斯、史蒂文·斯皮尔伯格、约翰·威廉斯3人一起的首次合作。威廉斯为片中主人翁印第安纳·琼斯谱写了一段热烈的、激励人心的主题，这段主题被称之为“夺宝进行曲”。他还分别为影片中的约柜，反派纳粹军官等几个主要角色分别谱写了代表性的主题音乐。该片之后的两部续集：1984年的《印地安纳·琼斯和魔域奇兵》（又译《魔域奇兵》/《魔宫传奇》/《夺宝奇兵2：魔域奇兵》）、1989年的《印第安纳·琼斯与最后圣战》（又译《圣战奇兵》/《印地安纳·琼斯和最后的十字军》/《夺宝奇兵3：圣战奇兵》）与前作一起，3次为他赢得学院奖提名；而2008年的第三部续集《印第安纳·琼斯与水晶骷髅王国》则为他赢得了一座格莱美奖和一项提名。
同样由史蒂文执导，1982年的又一部经典科幻片《外星人》是威廉斯电影配乐创作生涯中的又一个高峰，他为本片谱写出极富感情和表现力的背景音乐。伴随着电影情节的发展，音乐时而充满孩童般的纯真，时而伴随新鲜、诙谐的刺激，时而饱含对自由的追求和抗争的信心，时而又充满了送君千里终有一别时深深的忧伤。特别是影片后半部分外星人ET与小男孩Elliot及其伙伴们摆脱警察的层层围堵追捕，飞上天空自由翱翔时的主题音乐，令人精神为之一致，充满了心旷神怡的感受。本片出色的音乐表现，为威廉斯摘下了第55届学院奖原创配乐奖的桂冠，这已经是他所收获的第4座小金人。
1985年的电影《紫色》是继威廉斯与斯皮尔伯格开始合作后唯一一部不是由威廉斯谱曲的电影，该片的制片人昆西·琼斯打算自己亲自来做这件工作。之后不久，威廉斯与斯皮尔伯格就开始在1987年的二战题材电影，根据同名小说改编的《太阳帝国》中继续合作，威廉斯再次获得学院奖提名；
1993年，史蒂文又推出了两部大获成功的电影，分别为经典科幻惊悚片《侏罗纪公园》和根据同名小说改编，讲述二战期间德国纳粹对犹太人实行种族灭绝大屠杀的黑白片《辛德勒的名单》，后者为威廉斯赢得了第66届学院奖原创配乐奖，这也是他至今为止第5次，也是最后一次获学院奖。
之后，他还因2005年的《慕尼黑》和《艺伎回忆录》，1998年的战争片《拯救大兵瑞恩》分别获学院奖提名，史蒂文·斯皮尔伯格曾公开表示：“我将约翰·威廉姆斯是我的朋友这一点视为是一种荣幸和特权。”（"I call it an honorable privilege to regard John Williams as a friend."）
1999年，乔治·卢卡斯启动了将其《星球大战》系列的前三集故事内容搬上银幕的计划（之前上映三部曲，从故事情节上实际是该系列的第4-6集，因为新的系列也被称之为“前传”），并邀请威廉斯为全部3部电影谱曲，分别是1999年的《星際大戰首部曲：威脅潛伏》、2002年的《星際大戰二部曲：複製人全面進攻》和2005年的《星際大戰三部曲：西斯大帝的復仇》。至此，威廉斯已经为全部6部《星球大战》系列电影谱写了全长超过14小时的管弦乐曲。
时间走进新千年后，威廉斯被邀请为英国著名作家J·K·罗琳所创作的在全世界获得巨大成功的小说《哈利·波特》系列改编的电影谱曲。最终威廉斯为该系列电影的前三部，分别是2001年的《哈利·波特与魔法石》，2002年的《哈利·波特与密室》和2004年的《哈利·波特与阿茲卡班的逃犯》，为此他又3次获得了学院奖的提名，并且之后的5部续集虽然不再是他谱曲，但是却均使用了他所谱写的音乐主题。
2008下半年起在电影配乐领域沉寂3年后，2011年，威廉斯为斯皮尔伯格执导的首部动画长片《丁丁历险记：独角兽号的秘密》和战争片《战马》谱曲，这两部作品都获得了广泛好评，并且都获得了第84届学院奖原创配乐奖的提名。这也是他的第46和第47个学院奖提名，并让他由此超过阿尔弗雷德·纽曼，成为学院奖历史上获提名次数第二多的人（仅次于已经去世的沃尔特·迪斯尼）。此外，《战马》也获得了第69届金球奖提名。而《丁丁历险记：独角兽号的秘密》则为他赢得了自己的第一座安妮奖。
2012年，威廉斯再次与斯皮尔伯格合作，为其执导的传记题材电影《林肯传》谱曲而获得了他的第48个学院奖提名。
2013年2月，威廉斯指挥了青年艺术家基金会的首场演出，并表示了继续为将来的《星球大战》系列电影谱写配乐的意愿，他说：“现在我们都听说在2015-2016年左右这一系列电影会继续推出新作，所以我希望自己还能再坚持几年并再次与乔治·卢卡斯合作。”

## 指挥和演出

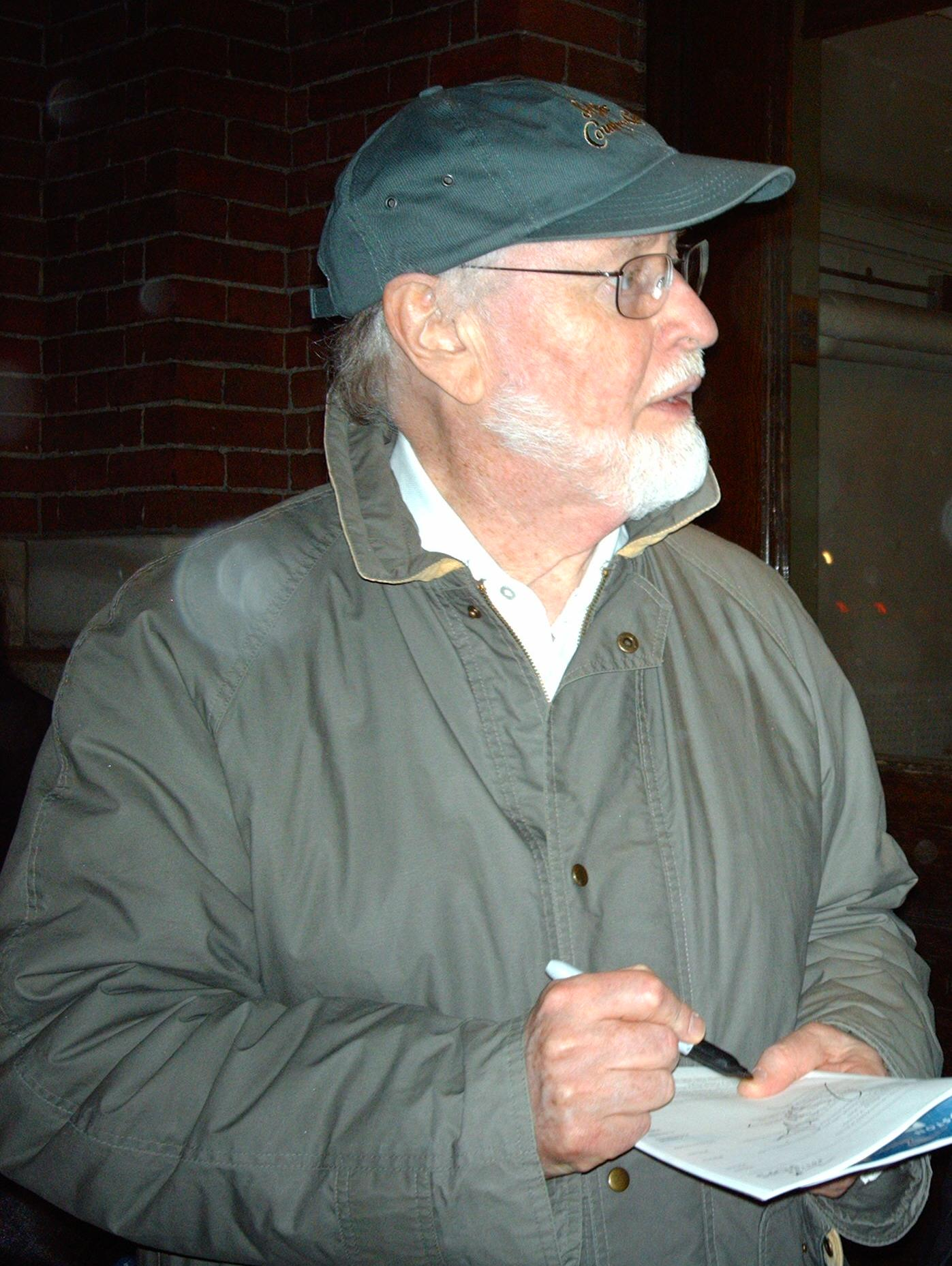
一次音乐会后，威廉斯在给粉丝签名

1980至1993年，威廉斯接替亚瑟·费德勒，成为波士顿大众管弦乐团的首席指挥。威廉斯与费德勒之间从来没有见过面，仅仅通过电话。1980年春，威廉斯作为波士顿大众乐团的新任指挥，得以投入到乐团的首次PBS广播演出中，他指挥了其为电影《星際大戰五部曲：帝國大反擊》所谱写的配乐，并指挥演奏了许多亚瑟最爱欢迎的曲目。

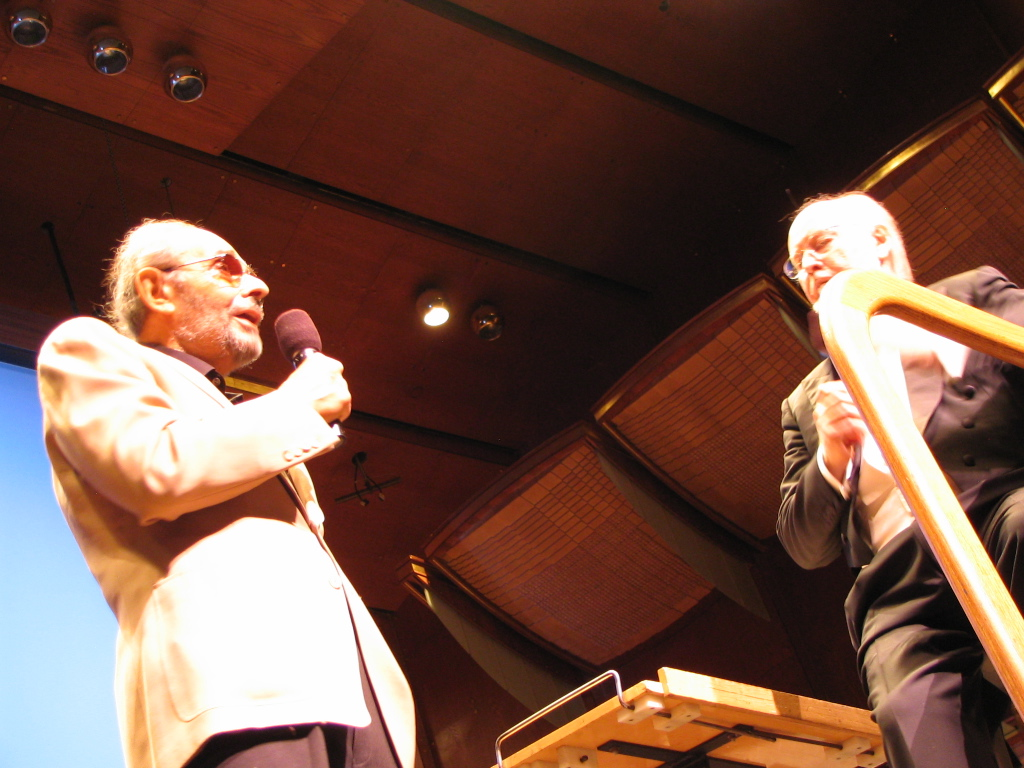
斯坦利·多南（左侧）与约翰·威廉斯在艾弗里·费雪音乐大厅

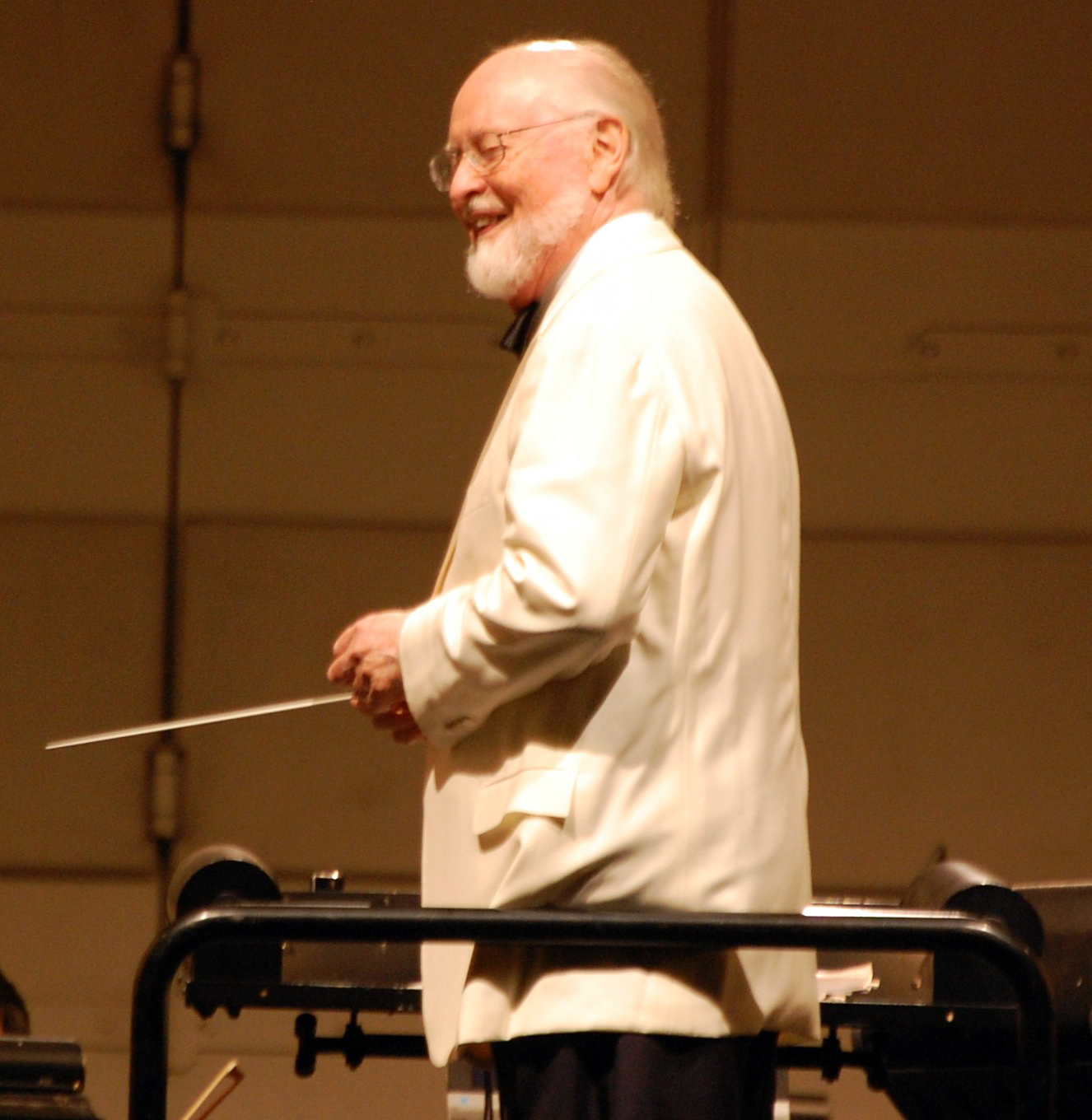
约翰·威廉斯在好莱坞露天剧场指挥演出

威廉斯每年都会与洛杉矶爱乐乐团一起在好莱坞露天剧场一起进行一场演出，2003年，他作曲并指挥该乐团在沃尔特·迪斯尼音乐厅的开场音乐会上演出。
2020年1月，维也纳爱乐乐团邀請威廉斯客席指揮，演出自己的配樂作品。當天的音樂會標題為「向約翰·威廉斯致敬」，這是威廉斯個人首次與歐洲樂團合作。

## 管弦乐曲作品

### 协奏曲
- 1969: 长笛协奏曲
- 1976: 小提琴协奏曲
- 1985: 低音号协奏曲
- 1991: 单簧管协奏曲
- 1993: 低音管协奏曲《五棵神圣的树》
- 1994: 大提琴协奏曲
- 1996: 小號协奏曲
- 2000: 小提琴协奏曲《树之歌》
- 2002: 大提琴协奏曲《Heartwood: Lyric Sketches》
- 2003: 长号协奏曲
- 2007: 小提琴与中提琴双协奏曲
- 2009: 中提琴协奏曲
- 2009: 竖琴协奏曲《在柳树和桦树上》
- 2011: 双簧管协奏曲

### 其它管弦乐作品
- 1965: Prelude and Fugue
- 1965: 第一交响曲
- 1975: 音乐剧《托马斯与国王》（"Thomas and the King"）
- 1980: Jubilee 350 Fanfare
- 1984: Olympic Fanfare and Theme
- 1986: Liberty Fanfare
- 1987: A Hymn to New England
- 1988: Fanfare for Michael Dukakis
- 1988: For New York
- 1990: Celebrate Discovery
- 1993: Sound the Bells!
- 1994: Song for World Peace
- 1995: Variations on Happy Birthday
- 1999: American Journey
- 2003: Soundings
- 2007: Star Spangled Banner
- 2008: A Timeless Call
- 2012: Fanfare for Fenway

### 室内乐作品
- 1997: 大提琴与钢琴Elegy
- 2001: 大提琴独奏曲Three Pieces
- 2009: 钢琴、小提琴、大提琴、单簧管Air and Simple Gifts
- 2011: 小提琴、大提琴、单簧管、竖琴四重奏La Jolla
- 2012: 吉他独奏曲Rounds

## 获奖
约翰·威廉斯是至今仍然在世的人中获得学院奖提名次数最多的，达53次（其中48次配乐类奖提名，5次歌曲类奖提名），在历史上也仅次于沃尔特·迪斯尼（59次获提名），并最终5次获奖，他还有22次获金球奖提名并4次获奖，59次获格莱美奖提名并21次获奖，7次获艾美奖提名并3次获奖，另有7次获英国电影学院奖。他最近一次获得的大奖则是2012年因史蒂文·斯皮尔伯格执导的第一部动画长片《丁丁历险记：独角兽号的秘密》获得了安妮奖动画片音乐奖，2013年，他再度与斯皮尔伯格合作的史诗巨片《林肯传》再次获得金球奖和学院奖的提名。
2000年，威廉斯入主好莱坞露天剧场名人堂和美国古典音乐名人堂，2004年，他获颁专为肯定终身为美国文化作出贡献的杰出人士而设立的肯尼迪中心荣誉奖。2005年，他还因之前一年在原声带上的工作成绩而获得全英古典音乐奖。
2005年，国际奥林匹克委员会授予约翰·威廉斯个人最高荣誉：奥林匹克勋章。
2009年，美国总统奥巴马在白宫授予威廉斯国家艺术奖章，表彰他“在长达数十年的时间里在电影配乐领域取得的成就”（"as a pre-eminent composer and conductor [whose] scores have defined and inspired modern movie-going for decades"）。

### 勋章奖章
- 大英帝国爵级司令勋章（英国，2022年[24]）

### AFI
2005年，美国电影学会进行百年电影配乐的评选，在最终评选出的25部电影中，威廉斯有3部作品上榜，包括第1名《星球大战》，第6名《大白鲨》和第14名《E.T.外星人》。他也是这个榜单上唯一有三部作品上榜的作曲家。另外他还有8部作品获得提名（所有提名电影一共有250部，其中威廉斯的作品有11部），分别是：
- 《人工智能》（2001年）
- 《第三类接触》（1977年）
- 《牛仔（英语：The Cowboys）》（1972年）
- 《哈利·波特与魔法石》（2001年）
- 《夺宝奇兵》（1981年，又译《印地安纳・琼斯之夺宝奇兵》/《丢失的约柜》/《迷失乐园的入侵者》）
- 《辛德勒的名单》（1993年）
- 《超人》（1978年）
- 《东镇女巫（英语：The Witches of Eastwick (film)）》（1987年，又译《冤鬼捉伊人》/《紫屋魔恋》）

### 奥斯卡最佳原创音乐奖
| 年代 | 片名                                                | 奖项                      | 结果 |
| ---- | --------------------------------------------------- | ------------------------- | ---- |
| 1967 | 《风月泣残红》                                      | 改編配樂                  | 提名 |
| 1969 | 《再见，奇普斯先生》                                | 改编配乐                  | 提名 |
| 1969 | 《流氓好汉》（又译《华丽冒险》）                    | 原创配乐                  | 提名 |
| 1971 | 《屋上的小提琴手》                                  | 改编或原创歌曲音乐        | 獲獎 |
| 1972 | 《幻象》（又译《映象》）                            | 原创配乐（正剧类）        | 提名 |
| 1972 | 《海神号遇险记》                                    | 原创配乐（正剧类）        | 提名 |
| 1973 | 《来去自由的灰姑娘》（又译《吧女生涯原是梦》）      | 原创配乐（正剧类）        | 提名 |
| 1973 | "nice to be around" (《来去自由的灰姑娘》插曲)      | 原创歌曲                  | 提名 |
| 1973 | 《汤姆历险记》                                      | 改编配乐                  | 提名 |
| 1974 | 《摩天大楼着火记》                                  | 原创配乐                  | 提名 |
| 1975 | 《大白鲨》                                          | 原创配乐（正剧类）        | 獲獎 |
| 1977 | 《星球大戰：新的希望》                              | 原创配乐                  | 獲獎 |
| 1977 | 《第三类接触》                                      | 原创配乐                  | 提名 |
| 1978 | 《超人》                                            | 原创配乐                  | 提名 |
| 1980 | 《星際大戰五部曲：帝國大反擊》                      | 原创配乐                  | 提名 |
| 1981 | 《夺宝奇兵》                                        | 原创配乐                  | 提名 |
| 1982 | 《E.T.外星人》                                      | 原创配乐                  | 獲獎 |
| 1982 | "if we were in love" (电影《噢！乔治》插曲)         | 原创歌曲                  | 提名 |
| 1983 | 《星際大戰六部曲：絕地大反攻》                      | 原创配乐                  | 提名 |
| 1984 | 《魔域奇兵》                                        | 原创配乐                  | 提名 |
| 1984 | 《大河》                                            | 原创配乐                  | 提名 |
| 1987 | 《太阳帝国》                                        | 原创配乐                  | 提名 |
| 1987 | 《东镇女巫》（又译《冤鬼捉伊人》/《紫屋魔恋》）     | 原创配乐                  | 提名 |
| 1988 | 《意外的旅客》（又译《稀客》）                      | 原创配乐                  | 提名 |
| 1989 | 《生于七月四日》                                    | 原创配乐                  | 提名 |
| 1989 | 《圣战奇兵》                                        | 原创配乐                  | 提名 |
| 1990 | 《独自在家》                                        | 原创配乐                  | 提名 |
| 1990 | "somewhere in my memory" (《独自在家》插曲)         | 原创歌曲                  | 提名 |
| 1991 | 《刺杀肯尼迪》（又译《惊天大刺杀》）                | 原创配乐                  | 提名 |
| 1991 | "when you're alone" 《虎克船长》插曲                | 原创歌曲                  | 提名 |
| 1993 | 《辛德勒的名单》                                    | 原创配乐                  | 獲獎 |
| 1995 | 《尼克松》（又译《白宫风暴》/《惊世谎言》）         | 原创配乐（正剧类）        | 提名 |
| 1995 | 《新龙凤配》（又译《情归巴黎》/《萨布里娜》）       | 原创配乐（音乐剧/喜剧类） | 提名 |
| 1995 | "Moonlight" (《新龙凤配》插曲)                      | 原创歌曲                  | 提名 |
| 1996 | 《沉睡者》                                          | 原创配乐（正剧类）        | 提名 |
| 1997 | 《断锁怒潮》（又译《勇者无惧》/《阿米斯塔德号》）   | 原创配乐（正剧类）        | 提名 |
| 1998 | 《拯救大兵瑞恩》                                    | 原创配乐（正剧类）        | 提名 |
| 1999 | 《天使的孩子》（又译《安吉拉一家》/《天使的孩子》） | 原创配乐                  | 提名 |
| 2000 | 《孤軍雄心》（又译《决战时刻》）                    | 原创配乐                  | 提名 |
| 2001 | 《人工智能》                                        | 原创配乐                  | 提名 |
| 2001 | 《哈利·波特与魔法石》                               | 原创配乐                  | 提名 |
| 2002 | 《神鬼交鋒》                                        | 原创配乐                  | 提名 |
| 2004 | 《哈利波特：阿茲卡班的逃犯》                        | 原创配乐                  | 提名 |
| 2005 | 《艺伎回忆录》                                      | 原创配乐                  | 提名 |
| 2005 | 《慕尼黑》                                          | 原创配乐                  | 提名 |
| 2012 | 《丁丁历险记：独角兽号的秘密》                      | 原创配乐                  | 提名 |
| 2012 | 《战马》                                            | 原创配乐                  | 提名 |
| 2013 | 《林肯》                                            | 原创配乐                  | 提名 |
| 2014 | 《偷书贼》                                          | 原创配乐                  | 提名 |
| 2016 | 《星球大战：原力觉醒》                              | 原创配乐                  | 提名 |
| 2018 | 《星球大战：最后的绝地武士》                        | 原创配乐                  | 提名 |
| 2020 | 《星球大戰：天行者崛起》                            | 原創配樂                  | 提名 |
| 2023 | 《法貝曼：造夢大師》                                | 原創配樂                  | 提名 |
| 2024 | 《印第安納瓊斯：命運輪盤》                          | 原創配樂                  | 提名 |

### 安妮奖
| 年代 | 片名                           | 奖项         | 结果 |
| ---- | ------------------------------ | ------------ | ---- |
| 2012 | 《丁丁历险记：独角兽号的秘密》 | 动画长片配乐 | 获奖 |

### 英国电影学院奖
| 年代 | 片名                           | 奖项                       | 结果 |
| ---- | ------------------------------ | -------------------------- | ---- |
| 1975 | 《大白鲨》                     | 英国电影学院奖最佳电影音乐 | 獲獎 |
| 1978 | 《星球大战》                   | 英国电影学院奖最佳电影音乐 | 獲獎 |
| 1978 | 《第三类接触》                 | 英国电影学院奖最佳电影音乐 | 提名 |
| 1980 | 《星際大戰五部曲：帝國大反擊》 | 英国电影学院奖最佳电影音乐 | 獲獎 |
| 1981 | 《夺宝奇兵》                   | 英国电影学院奖最佳电影音乐 | 提名 |
| 1982 | 《E.T.外星人》                 | 英国电影学院奖最佳电影音乐 | 獲獎 |
| 1988 | 《太阳帝国》                   | 英国电影学院奖最佳电影音乐 | 獲獎 |
| 1993 | 《辛德勒的名单》               | 英国电影学院奖最佳电影音乐 | 獲獎 |
| 1998 | 《拯救大兵瑞恩》               | 英国电影学院奖最佳电影音乐 | 提名 |
| 2002 | 《我知道你是谁》               | 英国电影学院奖最佳电影音乐 | 提名 |
| 2005 | 《艺伎回忆录》                 | 英国电影学院奖最佳电影音乐 | 獲獎 |
| 2011 | 《战马》                       | 英国电影学院奖最佳电影音乐 | 提名 |
| 2012 | 《林肯》                       | 英国电影学院奖最佳电影音乐 | 提名 |
| 2013 | 《偷书贼》                     | 英国电影学院奖最佳电影音乐 | 提名 |
| 2015 | 《星球大战：原力觉醒》         | 英国电影学院奖最佳电影音乐 | 提名 |

### 艾美奖
| 年代 | 片名                 | 奖项                     | 结果 |
| ---- | -------------------- | ------------------------ | ---- |
| 1962 | 《阿尔蔻尔的首演》   | 电视类原创配乐杰出成就奖 | 提名 |
| 1963 | 《阿尔蔻尔的首演》   | 作曲杰出成就奖           | 提名 |
| 1968 | Heidi (1968 film)    | 作曲杰出成就奖           | 獲獎 |
| 1971 | 《简爱》             | 作曲杰出成就奖           | 獲獎 |
| 2002 | 第74届奥斯卡颁奖典礼 | 杰出音乐指挥             | 提名 |
| 2009 | 《伟大的表演》       | 杰出主题音乐奖           | 獲獎 |

### 金球奖
| 年代 | 片名                                                  | 奖项         | 结果 |
| ---- | ----------------------------------------------------- | ------------ | ---- |
| 1973 | 《海神号遇险记》                                      | 最佳原创配乐 | 提名 |
| 1974 | 《来去自由的灰姑娘》（又译《吧女生涯原是梦》）        | 最佳原创配乐 | 提名 |
| 1974 | 《汤姆历险记》                                        | 最佳原创配乐 | 提名 |
| 1974 | 《大地震》                                            | 最佳原创配乐 | 提名 |
| 1975 | 《大白鲨》                                            | 最佳原创配乐 | 獲獎 |
| 1977 | 《星球大战》                                          | 最佳原创配乐 | 獲獎 |
| 1977 | 《第三类接触》                                        | 最佳原创配乐 | 提名 |
| 1978 | 《超人》                                              | 最佳原创配乐 | 提名 |
| 1980 | 《星際大戰五部曲：帝國大反擊》                        | 最佳原创配乐 | 提名 |
| 1982 | 《E.T.外星人》                                        | 最佳原创配乐 | 獲獎 |
| 1982 | "if we were in love" (电影《噢！乔治》插曲)           | 最佳原创歌曲 | 提名 |
| 1984 | 《大河 (1984)》                                       | 最佳原创配乐 | 提名 |
| 1987 | 《太阳帝国》                                          | 最佳原创配乐 | 提名 |
| 1988 | 《意外的旅客》（又译《稀客》）                        | 最佳原创配乐 | 提名 |
| 1989 | 《生于七月四日》                                      | 最佳原创配乐 | 提名 |
| 1993 | 《辛德勒的名单》                                      | 最佳原创配乐 | 提名 |
| 1995 | "Moonlight" (《新龙凤配》插曲)                        | 最佳原创歌曲 | 提名 |
| 1997 | 《西藏七年》                                          | 最佳原创配乐 | 提名 |
| 1998 | 《拯救大兵瑞恩》                                      | 最佳原创配乐 | 提名 |
| 1999 | 《安吉拉的灰烬》（又译《安吉拉一家》/《天使的孩子》） | 最佳原创配乐 | 提名 |
| 2001 | 《人工智能》                                          | 最佳原创配乐 | 提名 |
| 2005 | 《艺伎回忆录》                                        | 最佳原创配乐 | 獲獎 |
| 2011 | 《战马》                                              | 最佳原创配乐 | 提名 |
| 2012 | 《林肯传》                                            | 最佳原创配乐 | 提名 |
| 2013 | 《偷书贼》                                            | 最佳原创配乐 | 提名 |
| 2017 | 《郵報：密戰》                                        | 最佳原创配乐 | 提名 |

### 格莱美奖
| 年代 | 片名                                                                               | 奖项                     | 结果 |
| ---- | ---------------------------------------------------------------------------------- | ------------------------ | ---- |
| 1962 | Checkmate                                                                          | 最佳影视媒体作品配乐专辑 | 提名 |
| 1976 | 《大白鲨》                                                                         | 最佳影视媒体作品配乐专辑 | 獲獎 |
| 1978 | 《星球大战》                                                                       | 最佳流行器乐演奏         | 獲獎 |
| 1978 | 《星球大战》主题曲                                                                 | 最佳器乐作曲             | 獲獎 |
| 1978 | 《星球大战》                                                                       | 最佳影视媒体作品配乐专辑 | 獲獎 |
| 1979 | 《第三类接触》主题音乐                                                             | 最佳器乐作曲             | 獲獎 |
| 1979 | 《第三类接触》                                                                     | 最佳影视媒体作品配乐专辑 | 獲獎 |
| 1980 | 《超人》主题音乐                                                                   | 最佳器乐作曲             | 獲獎 |
| 1980 | 《超人》主题音乐                                                                   | 最佳流行器乐演奏         | 提名 |
| 1980 | 《超人》                                                                           | 最佳影视媒体作品配乐专辑 | 獲獎 |
| 1981 | "Yoda的主题"                                                                       | 最佳流行器乐演奏         | 提名 |
| 1981 | "Yoda的主题"                                                                       | 最佳器乐作曲             | 提名 |
| 1981 | 《星際大戰五部曲：帝國大反擊》                                                     | 最佳器乐作曲             | 獲獎 |
| 1981 | 《帝国进行曲》（达斯·维达的主题）                                                  | 最佳器乐作曲             | 提名 |
| 1981 | 《星際大戰五部曲：帝國大反擊》                                                     | 最佳影视媒体作品配乐专辑 | 獲獎 |
| 1982 | 《夺宝奇兵》                                                                       | 最佳影视媒体作品配乐专辑 | 獲獎 |
| 1983 | "Adventures on Earth"                                                              | 最佳器乐作曲             | 提名 |
| 1983 | "Flying" (《E.T.外星人》主题音乐)                                                  | 最佳器乐作曲             | 獲獎 |
| 1983 | "Flying" (《E.T.外星人》主题音乐)                                                  | 最佳器乐编曲             | 獲獎 |
| 1983 | 《E.T.外星人》                                                                     | 最佳流行器乐演奏         | 提名 |
| 1983 | 《E.T.外星人》                                                                     | 最佳影视媒体作品配乐专辑 | 獲獎 |
| 1984 | 《星際大戰六部曲：絕地大反攻》                                                     | 最佳影视媒体作品配乐专辑 | 提名 |
| 1985 | 《奥林匹克号角》                                                                   | 最佳器乐作曲             | 獲獎 |
| 1986 | 《普罗科菲耶夫: 彼得和狼》                                                         | 最佳器乐作曲             | 提名 |
| 1988 | 《东镇女巫》                                                                       | 最佳器乐作曲             | 提名 |
| 1989 | "Olympic Spirit"                                                                   | 最佳器乐作曲             | 提名 |
| 1989 | 《太阳帝国》                                                                       | 最佳器乐作曲             | 提名 |
| 1990 | 《圣战奇兵》                                                                       | 最佳器乐作曲             | 提名 |
| 1991 | 《生于七月四日》                                                                   | 最佳器乐编曲             | 提名 |
| 1992 | 《星球大战》三部曲                                                                 | 最佳流行器乐演奏         | 提名 |
| 1992 | 《独自在家》片头曲                                                                 | 最佳器乐编曲             | 提名 |
| 1992 | "Somewhere in My Memory"（《独自在家》插曲）                                       | 最佳影视媒体作品歌曲     | 提名 |
| 1993 | 《虎克船长》                                                                       | 最佳流行器乐演奏         | 提名 |
| 1993 | 《虎克船长》                                                                       | 最佳器乐作曲             | 提名 |
| 1994 | 《侏罗纪公园》                                                                     | 最佳器乐作曲             | 提名 |
| 1995 | 《辛德勒的名单》                                                                   | 最佳影视媒体作品配乐专辑 | 獲獎 |
| 1997 | "Moonlight"（《新龙凤配》插曲）                                                    | 最佳影视媒体作品歌曲     | 提名 |
| 1998 | 《西藏七年》                                                                       | 最佳器乐作曲             | 提名 |
| 1998 | 《侏罗纪公园：失落的世界》                                                         | 最佳器乐作曲             | 提名 |
| 1999 | 《拯救大兵瑞恩》                                                                   | 最佳器乐作曲             | 獲獎 |
| 1999 | 《阿米斯塔德号》                                                                   | 最佳器乐作曲             | 提名 |
| 1999 | Gershwin Fantasy                                                                   | 最佳古典混合音乐专辑     | 提名 |
| 2000 | 《星際大戰首部曲：威脅潛伏》                                                       | 最佳影视媒体作品配乐专辑 | 提名 |
| 2000 | "Stella by Starlight" (from The Uninvited) from: Cinema Serenade 2: The Golden Age | 最佳器乐编曲             | 提名 |
| 2001 | 《安吉拉的灰烬》主题音乐                                                           | 最佳器乐作曲             | 獲獎 |
| 2002 | 《人工智能》                                                                       | 最佳影视媒体作品配乐专辑 | 提名 |
| 2003 | "Hedwig的主题"                                                                     | 最佳器乐作曲             | 提名 |
| 2003 | 《哈利·波特与魔法石》                                                              | 最佳影视媒体作品配乐专辑 | 提名 |
| 2004 | 《我知道你是谁》                                                                   | 最佳影视媒体作品配乐专辑 | 提名 |
| 2004 | 《哈利·波特与密室》                                                                | 最佳影视媒体作品配乐专辑 | 提名 |
| 2005 | 《哈利·波特与阿茲卡班的囚徒》                                                      | 最佳影视媒体作品配乐专辑 | 提名 |
| 2006 | 《星際大戰三部曲：西斯大帝的復仇》                                                 | 最佳影视媒体作品配乐专辑 | 提名 |
| 2007 | 《艺伎回忆录》                                                                     | 最佳影视媒体作品配乐专辑 | 獲獎 |
| 2007 | 《慕尼黑》                                                                         | 最佳影视媒体作品配乐专辑 | 提名 |
| 2007 | "a Prayer For Peace"（《慕尼黑》主题曲）                                           | 最佳器乐作曲             | 獲獎 |
| 2007 | "Sayuri的主题和片尾曲"（《艺伎回忆录》主题曲）                                     | 最佳器乐作曲             | 提名 |
| 2009 | 《印地安纳·琼斯和水晶头骨王国》                                                    | 最佳影视媒体作品配乐专辑 | 提名 |
| 2009 | "The Adventures of Mutt"（《印地安纳·琼斯和水晶头骨王国》选段）                    | 最佳器乐作曲             | 獲獎 |
| 2012 | 《丁丁历险记：独角兽号的秘密》                                                     | 最佳影视媒体作品配乐专辑 | 提名 |
| 2013 | 《林肯传》                                                                         | 最佳影视媒体作品配乐专辑 | 提名 |
| 2014 | "The Book Thief"（《偷书贼》选段）                                                 | 最佳器乐作曲             | 獲獎 |
| 2016 | 《星球大战：原力觉醒》                                                             | 最佳影视媒体作品配乐专辑 | 獲獎 |

### 扩展阅读
- Moormann, Peter. . Baden-Baden: Nomos, Edition Reinhard Fischer. 2010: 797. ISBN 978-3-8329-5355-3 （德语）.
- Aschieri, Roberto. . Santigo, Chile: Función Privada, sponsored by Universidad Diego Portales. 1999: 400. ISBN 978-4-89799-246-4 （西班牙语）.